# Линейный город
Лине́йный го́род представляет собой градостроительную планировку городской формации с большой протяжённостью, где длина города во много раз превосходит его ширину. Во всех концепция имеется город и русло расселения, то есть непрерывный транспортный поток ресурсов и людей. В качестве русла расселения может выступать: непроходимая река, берег моря или автомобильная/железная дорога, обеспечивающая населённый пункт.

## Концепция линейного города Артуро Сориа

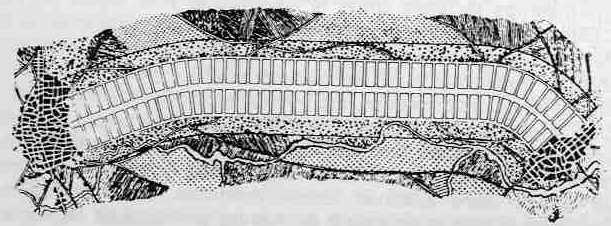
Концепция линейного города Артуро Сориа.

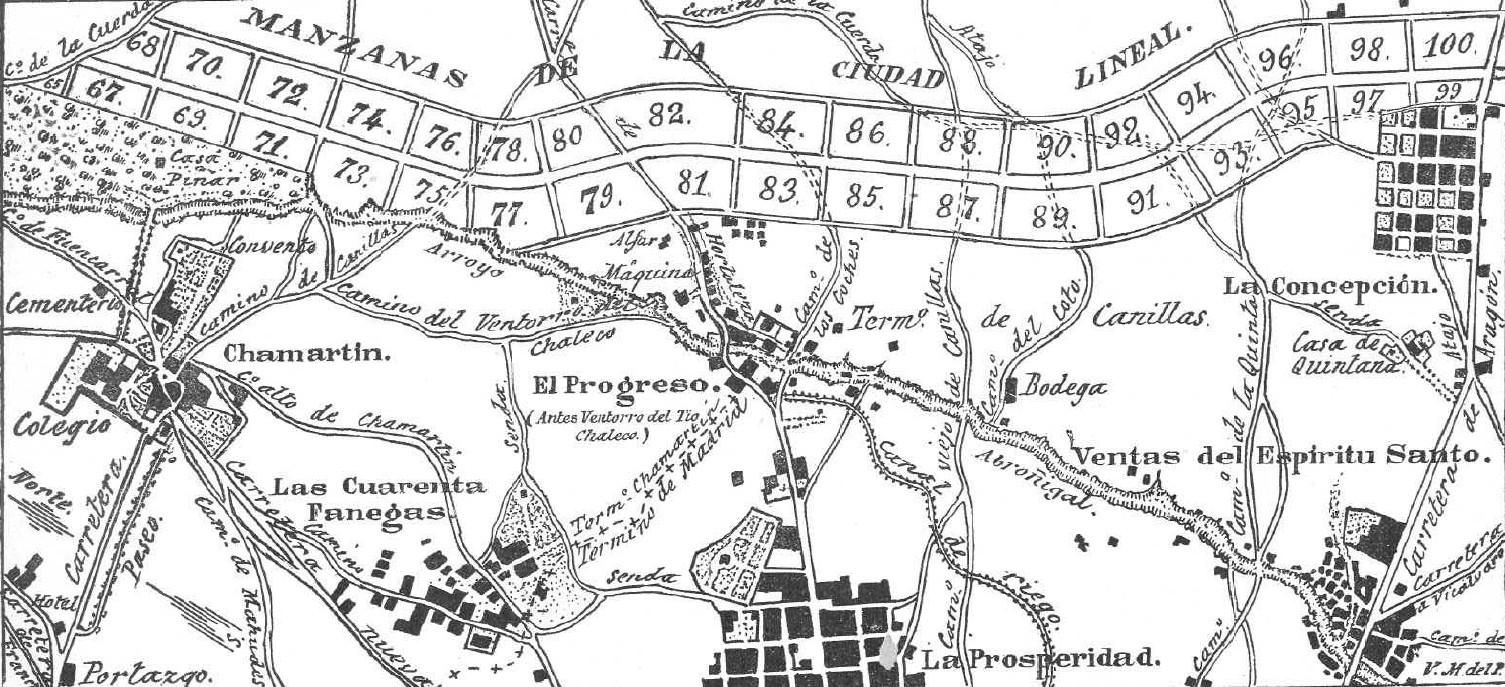
Планировка Ciudad Lineal (1895-1910), опубликованная Madrid Urbanization Company.

При этом город будет состоять из ряда функционально специализированных параллельных секторов. Как правило, город будет идти параллельно реке и строиться так, чтобы преобладающий ветер дул с жилых районов на промышленную полосу. Зоны или секторы линейного города будут представлять собой:
- полностью обособленная зона для железнодорожных путей,
- зона производственных и коммунальных предприятий с соответствующими научно-техническими и образовательными учреждениями,
- жилая зона, включающая ансамбль социальных учреждений, ансамбль жилых домов и «детский ансамбль»,
- парковая зона,
- сельскохозяйственная зона с садами и совхозами.

По мере расширения города к концу каждой полосы добавлялись дополнительные секторы, так что город становился все длиннее, но не расширялся.
Линейный городской дизайн был впервые разработан Артуро Сориа-и-Мата  в Мадриде в XIX веке, его продвигал советский планировщик Николай Александрович Милютин в конце 1920-х годов. (Милютин оправдывал объединение производственных предприятий и школ в одну зону заявлением Энгельса о том, что «образование и труд будут объединены».)

## Линейный город в концепции Милютина
В книге «Соцгород» (социалистический город) Милютин Николай Александрович представил свою концепцию линейного города. Эта концепция предполагала децентрализацию промышленности, незначительную ширину города, проживание жителей напротив своей работы и не предполагала непрерывность жилых построек и ограничений в росте города .

## Современные концепты
В современном состоянии быстрого появления новый городов концепции линейных городов будут актуальны. Для Абу-Даби специалисты ЗАО «Струнные технологии» создали концепт линейного города SkyWay.

## Реализация
Город России в естественных условиях роста ставший вторым по протяженности городом мира (145-148км) с незначительной шириной — Сочи. Однако город представляет собой сеть курортов с разрывами в территории.
Эрнст Мэй, известный немецкий архитектор-функционалист, сформулировал свой первоначальный план Магнитогорска, нового города в Советском Союзе, в первую очередь следуя модели, которую его Франкфуртского поселения: одинаковые, равноудаленные пятиэтажные жилые дома и разветвленная сеть столовых и других служб.

### Волгоград
Волгоград представляет из себя линейный город расположенный вдоль Волги шириной 5 км и длиной до 65-70 км. Однако для сохранения статуса города-миллионника к городу были присоединены 28 населенных пункта и остров Сарпинский. Это поменяло на бумаге естественную конфигурацию города включив в неё незаселенные территории, но город остался «линейным» в своей основе. С самого создания в 1589 г. сторожевой крепости и формирования с конца XVII уездного городка основной и единственной артерией для города являлась Волга. Значительная ширина реки, сложность её преодоления, сложность строительства мостов, затопление левого берега, отсутствие водотоков правого берега предопределило линейную, «прижатую» к реке планировку города. Дальнейший рост города осуществлялся в северном и южном направлении вдоль реки Волга. В советское время архитекторы продолжали линейное строительство города. После Сталинградской битвы город восстанавливается в своих довоенных границах, в город включаются приграничные населённые пункты, строятся заводы вдоль реки. В советское время жилые массивы ошибочно строились разделёнными от реки заводами, железной дорогой, линиями электропоездов, трамвайными путями и автодорогой. К середине 70-х рост территории города в северном и южном направлении исчерпывает себя, строится удалённый к западу от реки Дзержинский район. К 1975 году город принимает современный вид за исключением присоединения сельских территорий 2010 года.
В 90-х годах происходит срастание городских районов за счёт ликвидации зелёных зон. Жилая застройка возле промышленных предприятий, оказавшихся при расширении города в центрах районов города, усугубляет экологические проблемы города. Город оказался в взаимосвязанных друг с другом экономических, транспортных, социокультурных и градостроительных проблемах, которые явились причиной депопуляции населения. После распада СССР были закрыты некоторые из основных предприятий и социальных заведений районов города. Советский принцип расселения жителей города по районам нахождения заводов привел к транспортным проблемам, когда население районов закрытых заводов стало перемещаться на новые рабочие места в других районах города. Другие виды транспорта в жизни города не участвуют или слабо развиты. Город требует решения проблем транспортной инфраструктуры, ему требуется: 
- объездная дорога,
- дополнительные продольные трассы-дублёры,
- увеличение количества поперечных дорог соединяющих продольные магистрали,
- выделенные полосы для движения общественного транспорта, модернизация схем движения общественного транспорта,
- развитие электротранспорта,
- развитие подземного скоростного трамвая,
- ограничение личного автотранспорта,
- возврат к равномерному распределению экономической активности в каждом районе города[1].

### Набережные Челны
По принципам линейной модели был построен город Набережные Челны, в котором не был сформирован центр города. Совокупность недообустроенности города и экономических проблем моногорода в 90-х годах стала причиной всплеска молодёжных криминальных групп в 90-х гг. проявлению религиозных течений в городе, в том числе радикальных террористических ячеек.

## Преимущества и недостатки

### Преимущества
К преимуществам линейного Артуро Сориа города можно отнести:
- пешеходная доступность с/х угодий, природы,
- отсутствие необходимости в транспорте и, следовательно, более экологичная жизнь[1].

В расширенном линейном городе преимуществом является разделение жилых построек от неэкологичных промышленных заводов.

### Недостатки, критика
По принципам линейной модели проведена послевоенная  реконструкция Сталинграда (в настоящее время Волгоград) в 1946—1952  гг.  Недостатки  планировки  проявились на практике:
- необходимость увеличения длины продольных  коммуникаций, затрат на транспортную инфраструктуру,
- увеличенные расходы  на инженерно-техническое и транспортное  обслуживание,
- неблагоустроенность в общественной и культурно-творческой областях деятельности населения по причине растягивания городской постройки,
- растяжение общественных, медицинских, культурных и бытовых зданий[1].

А. В. Бунина,  Т. Ф. Саваренской отметили в монографии, что в линейном городе не только центры, но и все общественные здания нерационально распылялись.